# Arboretum de la Hutte

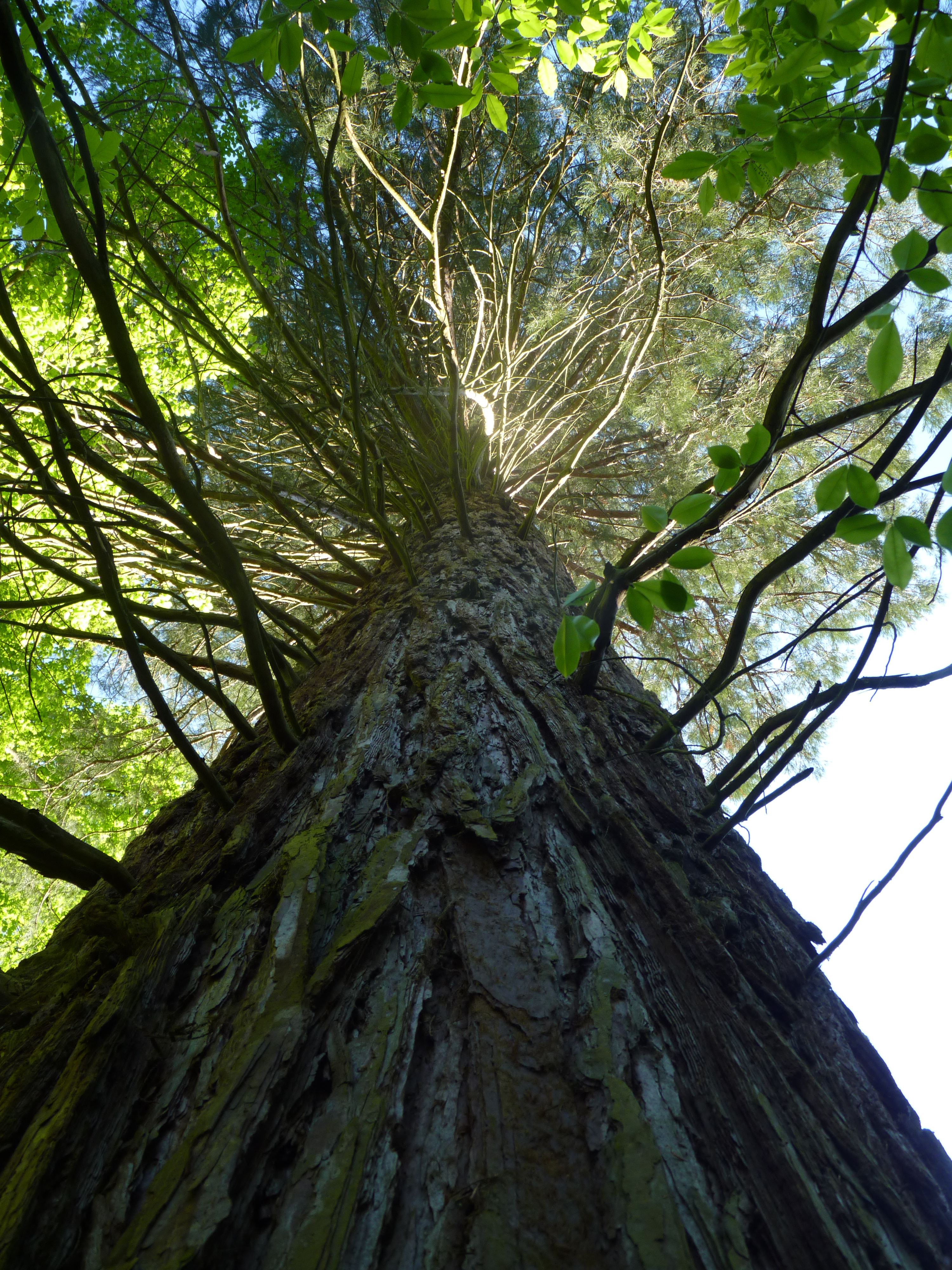
Séquoia Géant de l'arboretum de La Hutte - Vallée de l'Ourche.

L’arboretum de la Hutte est un arboretum français forestier situé à Claudon dans le département des Vosges et la région Lorraine.
Il porte le nom d'arboretum de la Hutte car il est mitoyen avec le hameau de "La Hutte" de la commune d'Hennezel.
Un projet de partenariat entre l'Office national des forêts et l'Association Droiteval-Ourche-Patrimoine devrait conduire à un réaménagement touristique et une réhabilitation de cet arboretum.

## Histoire
Cet arboretum faisait partie d'un ensemble comprenant également une chapelle-école-logement, imaginé par Alfred Irroy (1814 - 1867) à vocation pédagogique pour les familles des ouvriers de la Manufacture de la Hutte dont il était le propriétaire. Mais il n'a été réalisé que quelques années après sa mort par ses successeurs à la direction de la Manufacture entre 1874 et 1876. L'ensemble a été inauguré le 27 avril 1876 par son beau-frère Maurice Aubry (1820 - 1896) député des Vosges. Les travaux ont été pris en charge par les pépiniéristes Renaut de Bulgnéville et Rémy de Relanges.
La chapelle-école a été fermée administrativement le 17 juillet 1902. Après la Première Guerre mondiale l'ensemble chapelle-arboretum a été transformé en hôtel-restaurant pendant quelques années.
La chapelle est désormais dans le domaine privé et l'arboretum est devenu la propriété de l'État en étant annexé à la Forêt de Darney et géré par l'Office national des forêts.
L'arboretum a souffert lors des deux récentes tempêtes, celle du 11 juillet 1984 et celle du 26 décembre 1999.

## Géographie
L'arboretum est d'une superficie de 3ha 01a 53ca. Il est entièrement sur la commune de Claudon au lieu-dit du Verbamont.

## Description
L'arboretum abrite 2 familles d'essences :
- les essences communes que l'on trouve couramment dans le massif forestier de Darney et les essences spécifiques qui ont eu pour origine leur introduction anthropique à la fin du XIXe siècle et au début du XXe siècle.
Les principales essences présentes sont les suivantes :
Essences communes : Épicéa commun, Sapin pectiné, Pin sylvestre, Robinier faux-acacia, Érable sycomore, Érable plane, Chêne rouvre, Hêtre, Charme, Bouleau verruqueux, Frêne, Merisier, Pommier, Platane.
Essences particulières : Séquoia géant, Tulipier de Virginie, Thuya géant_de Californie, Cyprès de Lawson, If, Sapin de Douglas, Tilleul à petites feuilles, Châtaignier, Mélèze d'Europe, Rhododendron, Prunus, Houx, Cèdre du Japon, Chêne rouge d'Amérique,Thujopsis dolabrata